# Comuna Vîhvostiv, Horodnea
Vîhvostiv (în ucraineană Вихвостів) este o comună în raionul Horodnea, regiunea Cernihiv, Ucraina, formată din satele Rozvînivka și Vîhvostiv (reședința).

## Demografie
Componența lingvistică a comunei Vîhvostiv
     Ucraineană (96,9%)
     Rusă (3,1%)
Conform recensământului din 2001, majoritatea populației comunei Vîhvostiv era vorbitoare de ucraineană (96,9%), existând în minoritate și vorbitori de rusă (3,1%).